# Liste des évêques d'Andria
Pour les articles homonymes, voir Andria (homonymie).
Cette liste recense la liste des évêques du diocèse d'Andria en Italie.

## Évêques
- Riccardo (492-539)
- Gregorio (VIIIe siècle)
- Cristoforo (mentionné en 787)
- Leone (1137-1144)
- saint Richard d'Andria (1158-1196)
- Anonyme (mentionné en décembre 1199)
- Anonyme (?-1210)
- Anonyme (1210-?)
- Anonyme (mentionné en janvier 1228)
- Matteo (mentionné en 1243)
- Giovanni I (1269-1274)
- Placido, O.E.S.A (1275-1304)
- Giovanni II (mentionné en 1318)
- Domenico (1319-?)
- Giovanni di Alessandria, O.E.S.A (1348-1349)
- Andrea, O.E.S.A (1349-1356)
- Giovanni III (mentionné en 1356)
- Marco (?-?)
- Lucido di Norcia, O.E.S.A (1374-1378) déposé
- Francesco (1380-1385)
- Milillo, O.E.S.A (1392-1400 nommé évêque du diocèse de Salpi (it)
- Giovanni Donadei, O.S.B.Cœl (1435-1451)
- Antonello, O.F.M (1452-1460)
- Antonio Giannotti (1460-1463)
- Matteo Antonio (1463-?)
- Francesco Bertini (1465-1471 nommé évêque de Capaccio (maintenant diocèse de Vallo della Lucania)
- Martino De Soto Mayor, O.Carm (1471-1477)
- Angelo Florio (1477-1495)
- Girolamo dei Porcari (1495-1503)
- Antonio de Roccamaro, O.F.M (1503-1515)
- Andrea Pastore (1515-1516) déposé
- Simone di Narni (1516-1517)
- Nicola Fieschi (1517-1517)
- Giovanni Francesco Fieschi (1517-1565)
- Luca Fieschi (1566-1582) nommé évêque d'Albenga
- Luca Antonio Resta (1582-1597)
- Vincenzo Bassi (1598-1603)
- Antonio de Franchis, C.R (1604-1625)
- Vincenzo Caputo (1625-1626)
- Alessandro Strozzi (1626-1632 nommé évêque du diocèse de San Miniato
- Felice Franceschini, O.F.M.Conv (1632-1641)
- Ascanio Cassiano (1641-1657)
- Alessandro Egizio (1657-1689)
- Pietro Vecchia, O.S.B (1690-1691) nommé évêque de Molfetta
- Francesco Antonio Triveri, O.F.M.Conv (1692-1696) nommé évêque de Melfi et Rapolla
- Andrea Ariani (1697-1706)
- Antonio Adinolfi (1706-1715)
  - siège vacant (1715-1718)
- Giovanni Paolo Torti Rogadei, O.S.B (1718-1726 nommé évêque d'Avellino et Frigento (it)
- Cherubino Tommaso Nobilione, O.P (1726-1743)
- Domenico Anelli (1743-1756)
- Francesco Ferrante (1757-1772)
- Saverio Palica, O.S.B.Cœl (1773-1790)
- Salvatore Maria Lombardi (1792-1821)
- Giovanni Battista Bolognese (1822-1830)
- Giuseppe Cosenza (1832-1850) nommé archevêque de Capoue
- Giovan Giuseppe Longobardi (1852-1870)
- Federico Maria Galdi (1872-1899)
- Giuseppe Staiti di Brancaleone (1899-1916)
- Eugenio Tosi, O.SS.C.A (1917-1922) nommé archevêque de Milan
- Alessandro Macchi (1922-1930 nommé évêque de Côme
- Ferdinando Bernardi (1931-1935 nommé archevêque de Tarente
- Paolo Rostagno (1935-1939 nommé évêque d'Ivrée
- Giuseppe Di Donna, O.SS.T (1940-1952)
- Luigi Pirelli (1952-1957)
- Francesco Brustia (1957-1969)
- Giuseppe Lanave (1969-1988)
- Raffaele Calabro (1988-2016)
- Luigi Mansi (depuis 2016)